# Al-Muthanna ibn Hàritha
Al-Muthanna ibn Hàritha aix-Xaybaní al-Bakrí (àrab: المثنى بن حارثة الشيباني البكري, al-Muṯannà b. Ḥāriṯa ax-Xaybānī al-Bakrī) fou un cap tribal àrab i heroi de l'inici de l'expansió musulmana a l'Iraq. Pertanyia a la tribu Banu Xayban, del grup Bakr ibn Wàïl, que al segles vi i vii vivia a la part oriental del desert del sud de l'Iraq. Va participar en els conflictes amb els perses, inclosa la famosa batalla de Dhu Kar (vers 611).

## Biografia
No se sap quan es va fer musulmà, ni les primeres accions que va fer contra els sassànides sota encàrrec suposadament del mateix Mahoma, però probablement pel seu compte, ja que no era conegut del califa Abu-Bakr as-Siddiq quan aquest va tenir notícies de les primeres ràtzies. Ja s'havia fet musulmà quan el primer exèrcit musulmà enviat des de Medina va arribar a l'Iraq manat per Khàlid ibn al-Walid, la primavera del 633, car abans és esmentat com un dels enviats a evitar la fugida del rebel al-Hútam ibn Dubaya, cap de la ridda a Bahrayn.
Va servir com a comandant de segon nivell sota Khàlid. Quan aquest va anar a Síria la primavera del 634, va deixar el comandament de les forces que van quedar a l'Iraq a al-Muthanna. En assabentar-se que els perses enviaven tropes en contra d'ell, hauria demanat a Abu-Bakr reforços per lluitar-hi en contra. El califa Úmar ibn al-Khattab va enviar-li Abu-Ubayd ath-Thaqafí, que va esdevenir el nou comandant en cap a l'Iraq. El nou exèrcit fou destruït pels perses a la batalla del Pont en una data incerta cap al 634 o 635, en la qual hauria protegit la rereguarda i hauria permès als musulmans derrotats retirar-se en bon orde.
Després va mantenir el comandament i va fer algunes incursions a Sawad, és a dir a l'Iraq, segurament amb el suport d'un grup de reforç manat per Jarir ibn Abd-Al·lah al-Bajalí que el califa li hauria enviat, tot i que podria ser que no comptés amb el seu ajut.
Va morir uns mesos després d'aquestes campanyes, el 636. Es diu que fou a causa de ferides rebudes en la batalla del Pont. La mort fou poc abans de l'arribada a l'Iraq del gran exèrcit musulmà que, sota la direcció de Sad ibn Abi-Waqqàs, conqueriria tota la regió.

## Llegat
La seva figura fou utilitzada pel nacionalisme iraquià i el seu nom donat a institucions i monuments. Entre els més importants, el club nacionalista iraquià anterior a la II Guerra Mundial anomenat Nadi l-Muthanna, ‘Club d'al-Muthanna’.